# Kongres Polonii Amerykańskiej
Treść tego artykułu od 2022-08 może nie być zgodna z zasadami neutralnego punktu widzenia,
ponieważ całość czyta się jak „O nas” na stronie KPA, wyrażenia wartościujące, dokonywanie oceny działalności na bazie niejasnych kryteriów i ogólna tendencyjność.
 Po wyeliminowaniu niedoskonałości należy usunąć szablon {{Dopracować}} z tego artykułu.
Kongres Polonii Amerykańskiej (KPA, ang. The Polish American Congress) – jest ogólnokrajową federacją, będącą przedstawicielem politycznym Amerykanów polskiego pochodzenia (ok. 10 mln lub 3,3 procent amerykańskiego społeczeństwa w 2010 roku). Członkami KPA mogą być zarówno organizacje, jak i osoby indywidualne. Krajowe organizacje należące do Kongresu obejmują: Związek Narodowy Polski (Polish National Alliance), Zjednoczenie Polskie Rzymsko-Katolickie (Polish Roman Catholic Union), Związek Polek w Ameryce (Polish Women’s Alliance), Sokolstwo Polskie w Ameryce (Polish Falcons of America), Stowarzyszenie Weteranów Armii Polskiej (Polish Army Veterans Association) i Stowarzyszenie Polskich Kombatantów (Polish Combatants Association), Amerykańska Rada ds. Kultury Polskiej (American Council for Polish Culture) oraz Krajowe Stowarzyszenie Adwokatów (National Advocates Society). Członkami KPA są ponadto liczne stanowe i lokalne bratnie organizacje, grupy parafialne, stowarzyszenia zawodowe i organizacje społeczne.

## Struktura
W roku 2013 Kongres Polonii Amerykańskiej pozostawał podzielony na dwadzieścia osiem wydziałów terytorialnych w dziewiętnastu stanach USA i Dystrykcie Kolumbia. KPA jest zarządzany przez 112-osobową Krajową Radę Dyrektorów, która spotyka się dwa razy w roku. Dyrektorzy krajowi wybierani są przez swoje wydziały stanowe i oddziały siedemnastu organizacji będących członkami KPA. Do Rady należy ponadto dziesięciu dyrektorów niezależnych. Co dwa lata Rada wybiera Komitet Wykonawczy (w jego skład wchodzą: przewodniczący, sześciu wiceprezesów, sekretarz generalny oraz skarbnik), który kieruje jej pracami. Biuro KPA w Waszyngtonie prowadzi działalność lobbingową, w ramach której komisje stałe zajmują się sprawami polskimi, sprawami amerykańskimi (American Agenda), antyfanatyzmem, a także organizacją obchodów października jako Miesiąca Dziedzictwa Polskiego.

## Historia

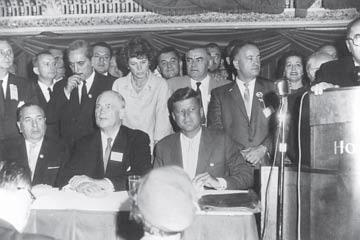
V Konwencja KPA w Chicago, rok 1960. Od lewej: burmistrz Chicago Richard J. Daley, prezes KPA Karol Rozmarek, kandydat na prezydenta USA z ramienia Partii Demokratycznej John F. Kennedy

Kongres Polonii Amerykańskiej został założony w czerwcu 1944 roku podczas ogólnokrajowego zgromadzenia organizacji polonijnych i duchowieństwa w Buffalo w stanie Nowy Jork, w której uczestniczyło ponad 2500 delegatów z 26 stanów USA. Spotkanie to miało miejsce w ostatnim roku trwania II wojny światowej. W roku 1948, w drugim zjeździe KPA w Atlantic City, w New Jersey, udział wzięło 1200 delegatów. Z czasem frekwencja w organizowanych co cztery lata spotkaniach zmalała do tego stopnia, że w 1976 roku udział swój zgłosiło mniej niż 600 posłów, mimo iż na zjazd zaproszono wówczas kandydatów na prezydenta USA z obu głównych partii politycznych jako gości honorowych. Po roku 1976 zaprzestano organizacji zjazdów. Od tego czasu Rada Dyrektorów KPA zbiera się sama, sama określa porządek obrad, sama wybiera kierownictwo Kongresu, a następnie swoje postanowienia podaje do publicznej wiadomości.
Od samego początku na czele Kongresu Polonii Amerykańskiej stoi prezes Związku Narodowego Polskiego (Polish National Alliance) – społecznego towarzystwa ubezpieczeniowego, największej pod względem liczby członków organizacji polonijnej w USA. Jako pierwszy przewodniczył KPA od chwili jego powstania do roku 1968 Ignacy Karol Rozmarek (1897–1973; prezes ZNP w latach 1939–1967). Alojzy A. Mazewski (1916–1988; prezes ZNP w latach 1967–1988) kierował Kongresem od roku 1968 aż do swojej śmierci w 1988 roku. Następny był Edward J. Moskal (1924–2005; prezes ZNP w latach 1988–2005). Po nim kierownictwo objął w 2005 roku Frank J. Spula (ur. 1951).
Bliska współpraca KPA i ZNP wynika częściowo z faktu, że ich cele są bardzo zbliżone. Zadaniem obydwu tych organizacji było podniesienie znaczenia Polonii w społeczeństwie amerykańskim, a przede wszystkim jej zjednoczenie w staraniach o odzyskanie przez Polskę niepodległości.

## Założenia
Kongres Polonii Amerykańskiej nie był pierwszą organizacją polityczną założoną przez polskich imigrantów i ich potomków w USA, ani nie jest jedyną tego typu organizacją w roku 2013. Działalność taka sięga lat pięćdziesiątych XIX wieku, choć początkowo grupy te – we wciąż wówczas niewielkiej społeczności polskich imigrantów – były krótkotrwałe. Do 1880 roku, kiedy powstał Związek Narodowy Polski (ZNP), liczba Polaków w Ameryce wzrosła do około 500 tys. Ale pomimo znacznych wysiłków, aby wspólnie pracować na rzecz niepodległości Polski i poprawy losu polskich imigrantów, ZNP nie był w stanie zjednoczyć społeczności polonijnej pod swoim sztandarem aż do I wojny światowej (1914–1918).
W tamtym okresie uformowane zostały dwie federacje polityczne (w tym ZNP), całkowicie oddane działaniu na rzecz niepodległości Polski: Komitet Obrony Narodowej (Polish National Defense Committee) w 1912 roku, który popierał Józefa Piłsudskiego, i Wydział Narodowy (Polish National Department) w 1916 roku, który utożsamiał się z jego rywalem, Romanem Dmowskim. Jeden z członków Wydziału Narodowego – Związek Sokołów Polskich – zorganizował nawet armię ponad 20 tys. żołnierzy spośród Polaków w Ameryce i uzyskał poparcie rządu Stanów Zjednoczonych dla tej inicjatywy. Siła ta stała się częścią 100-tysięcznej polskiej ochotniczej formacji wojskowej, zorganizowanej we Francji spośród Polaków z Europy Zachodniej, Kanady i Ameryki do walki z Niemcami. Po wojnie została przeniesiona do Polski, włączając się w walkę o odzyskanie jej niepodległości.
W sierpniu 1918 roku w Detroit, w stanie Michigan, Wydział Narodowy założył Kongres Wychodźstwa Polskiego (Congress of the Polish Emigration), w którym zebrało się ponad 1000 przywódców polonijnych popierających zwycięstwo nad Niemcami i odzyskanie niepodległości Polski, ogłoszonej przez Piłsudskiego 11 listopada 1918 roku. Postanowiono wówczas zebrać sumę 10 mln dolarów w ramach materialnej pomocy dla Polski. Ostatecznie zgromadzono ponad 5 mln dolarów (100 mln dolarów obecnych). W 1921 roku, kiedy niepodległość Polski była już zatwierdzonym faktem, Wydział Narodowy i Kongres Wychodźstwa Polskiego zostały rozwiązane.
Wybuch II wojny światowej we wrześniu 1939 roku oraz napaść na Polskę przez nazistowskie Niemcy i sowiecką Rosję doprowadziły do powstania Rady Polonii Amerykańskiej (Polish American Council), której zadaniem była zbiórka pieniędzy i pomocy materialnej dla polskich ofiar wojny. (Podobne zrzeszenia humanitarne działały również w czasie i po I wojnie światowej). Jednakże początkowa neutralność Stanów Zjednoczonych oraz decyzja Rady Polonii Amerykańskiej (RPA) przyjęcia pomocy finansowej od amerykańskich agencji humanitarnych uniemożliwiły jej podejmowanie akcji politycznych na rzecz Polski. Po ataku na Pearl Harbor 7 grudnia 1941 roku, Stany Zjednoczone przystąpiły do wojny przeciwko Japonii i nazistowskim Niemcom i stały się sojusznikiem Wielkiej Brytanii oraz polskiego rządu na wychodźstwie w Londynie. Sojusz ten obejmował również Rosję sowiecką, która wcześniej w pakcie z Niemcami przystąpiła do napaści na państwo polskie, ale później sama została zaatakowana przez hitlerowców w czerwcu 1941 roku. W niedługim czasie, lewicujący Amerykanie polskiego pochodzenia, twierdząc, że występują w imieniu całej Polonii, ustanowili Kongres Słowian Amerykańskich (American Slav Congress) i Radę Polskich Robotników (American Polish Labor Council) wspierające bliskie radziecko-amerykańskie więzi. Obie te grupy milczały jednak na temat losów powojennej Polski.
W 1942 roku, w Nowym Jorku powstał Komitet Narodowy Amerykanów Polskiego Pochodzenia (National Committee of Americans of Polish Descent). Kierowany przez emigrantów Ignacego Matuszewskiego (1891–1946) i Wacława Jędrzejewicza (1893–1993), występował przeciw grupom prosowieckim i radzieckim zamiarom wobec powojennej Polski. Krytykował także politykę polskiego rządu na wychodźstwie (z siedzibą w Londynie) wobec Moskwy. Wpływ Komitetu Narodowego Amerykanów Polskiego Pochodzenia (KNAPP) wzrósł po kwietniu 1943 roku, kiedy odkryto masowe groby w lesie katyńskim w Rosji. Fakt ten, pospołu z szokującą śmiercią szefa polskiego rządu na wychodźstwie, gen. Władysława Sikorskiego, i wejściem Armii Czerwonej na wschodnie tereny przedwojennej Polski obudziły w Amerykanach polskiego pochodzenia świadomość zagrożenia dla Polski ze strony ZSRR.
Na początku 1944 roku doszło do spotkania przywódców KNAPP z przywódcami innych polonijnych bratnich organizacji oraz przedstawicielami duchowieństwa, na którym postanowiono zwołać zjazd na szczeblu krajowym, aby w ten sposób wyrazić wolę Polonii amerykańskiej w sprawie niezależności powojennej Polski. Zjazd ten rozpoczął swoje obrady 28 maja 1944 roku.
Prezydent Franklin Delano Roosevelt obawiał się, że zjazd ten, prowadzony przez antysowiecki KNAPP, może osłabić poparcie polonijnych wyborców dla jego reelekcji w listopadzie 1944 roku. Jednakże konferencja zdominowana została przez organizacje braterskie i przedstawicieli Kościoła – nie KNAPP. Uzyskany w rezultacie program powstałego wówczas Kongresu Polonii Amerykańskiej (KPA) był umiarkowany i podkreślał oddanie Polonii dla zwycięstwa militarnego Ameryki oraz sprawiedliwości wobec powojennej Polski w oparciu o zasady Karty Atlantyckiej. Deklaracja ta, podpisana w 1941 roku przez Roosevelta i brytyjskiego premiera Winstona Churchilla, zobowiązywała ich do wspierania zasady wolności i integralności terytorialnej wszystkich państw, dużych i małych.
Jednakże prawdziwe zamiary Roosevelta wobec powojennej Polski były zupełnie odmienne. W rzeczywistości, w trakcie swego pierwszego spotkania na szczycie z sowieckim przywódcą Józefem Stalinem w Teheranie, w listopadzie 1943 r., prywatnie zgodził się on na znaczące ustępstwa terytorialne powojennej Polski na rzecz ZSRR. Wkroczenie Armii Czerwonej na przedwojenne wschodnie ziemie Polski w styczniu 1944 roku dowodziło ponadto, że pozycja Stalina w decydowaniu o politycznych losach Polski po wojnie będzie niezwykle silna.
W listopadzie 1944 roku, niewielką przewagą głosów, Roosevelt został wybrany na czwartą kadencję. Kluczem do tej wygranej były głosy, jakie otrzymał od 90 proc. Polonii, nie znającej jego rzeczywistego stanowiska wobec Polski. W trakcie kolejnego spotkania na szczycie w Jałcie w lutym 1945 roku, Roosevelt, Churchill i Stalin zgodzili się na utworzenie zdominowanego przez ZSRR polskiego rządu tymczasowego, którego Roosevelt bronił później po powrocie do Waszyngtonu. Ówczesny prezes Kongresu Polonii Amerykańskiej Ignacy Karol Rozmarek potępił umowę jałtańską w sprawie Polski jako odrzucenie Karty Atlantyckiej. Do 1947 roku Stalinowi udało się ustanowić z Polski sowieckiego satelitę, co sprawiło, że KPA był zmuszony kontynuować działalność w obronie jej praw do niepodległości i demokracji.

## Dokonania KPA na przestrzeni lat
Historię Kongresu Polonii Amerykańskiej stanowią cztery okresy. W latach 1944–1960 jego działalność koncentrowała się na losach Polski pod bezprawnie narzuconym jej stalinowskim reżimem komunistycznym. W drugim okresie, od 1960 do 1980 roku, KPA stawiał czoło rosnącej międzynarodowej akceptacji dla rządów partii komunistycznej w Polsce. Na trzecim okresie (1980–1999) piętno wycisnęło powstanie „Solidarności”, ruchu, który doprowadził do trudnego wprawdzie, ale bez użycia przemocy wyzwolenia z komunizmu, a także jej wejścia w demokratyczną wspólnotę narodów poprzez włączenie do Organizacji Traktatu Północnoatlantyckiego (NATO). Wraz z Polską ponownie wolną i niezależną, członkiem NATO, a od 2003 roku także częścią Unii Europejskiej, Kongres Polonii Amerykańskiej wkroczył w swą czwartą, bardziej skomplikowaną fazę. Zadaniem dla niego stało się przedefiniowanie swej misji i dalsze działanie w zgodzie z jej założeniami.

### 1944–1960
„Bohaterska era” KPA to czas niezwykłej aktywności. Niezmordowany i elokwentny Rozmarek podróżował po kraju i za granicę wraz z innymi działaczami, wyrażając sprzeciw Kongresu wobec sowieckiej dominacji w Polsce i Europie Wschodniej. Swoje poglądy zaprezentowali oni na spotkaniu założycielskim Organizacji Narodów Zjednoczonych (United Nations) w San Francisco w 1945 roku i na posiedzeniu kluczowym ministrów spraw zagranicznych w Paryżu w 1946 roku. Rozmarek odwiedził też polskie obozy dla uchodźców w Niemczech i po powrocie do USA domagał się lepszego traktowania przebywających tam polskich ofiar wojennych. KPA wezwał do pełnego uznania zatwierdzonych tymczasowo w Jałcie przez Stany Zjednoczone nowych, powojennych polskich granic zachodnich, czemu się wcześniej sprzeciwiał.
W roku 1948 KPA wsparł starania lobbystów, aby umożliwić 140 tysiącom polskich uchodźców wojennych i wojskowych przyjazd do USA i ubieganie się o obywatelstwo amerykańskie poza obowiązującymi zasadami przydziału. Poparł też utworzenie Radia Wolna Europa w 1949 roku, by za jego pośrednictwem przekazywać narodom znajdującym się pod dominacją radziecką wiadomości z wolnego świata. Kongres Polonii Amerykańskiej doprowadził do zatwierdzenia przez Kongres USA śledztwa w sprawie zbrodni katyńskiej, w wyniku którego stwierdzono w 1952 roku, że sprawcą tego bestialskiego mordu była Rosja sowiecka. (W 1992 roku postkomunistyczny rosyjski rząd prezydenta Borysa Jelcyna w pełni przyznał się do winy Stalina i jego podwładnych w zabójstwie ponad 20 tysięcy polskich oficerów i innych „wrogów politycznych”). W trakcie kampanii wyborczej w USA w 1952 roku, KPA uzyskał poparcie Partii Republikańskiej dla wyzwolenia narodów Europy Wschodniej spod radzieckiej dominacji.
Stalin zmarł w marcu 1953 roku. W październiku 1956 roku jego słabnący z czasem satelitarny reżim w Polsce został zastąpiony nowym rządem pod kierownictwem bardziej umiarkowanego komunisty, Władysława Gomułki. Polityka USA wobec nowej polskiej władzy, poparta hojną pomocą gospodarczą, miała zachęcić ją do uzyskania większej niezależności od Moskwy. KPA zaakceptował to podejście na bazie humanitarnej, jednakże pozostał w otwartej opozycji wobec rządów partii komunistycznej w Polsce. Oznaka wpływu KPA na politykę USA w tej sprawie pojawiła się w 1960 roku. W trakcie prezydenckiej kampanii wyborczej obaj kandydaci – wiceprezydent Richard Nixon i senator John F. Kennedy – wyrazili zdecydowane, przeciwne komunizmowi stanowisko i obaj, wraz z ustępującym prezydentem Dwightem Eisenhowerem, zwrócili się do KPA oraz Amerykanów polskiego pochodzenia z prośbą o poparcie. W listopadzie podczas wyborów Polonia głosowała na Kennedy’ego w stosunku 4:1, co stało się ważnym przyczynkiem dla jego zwycięstwa. Z perspektywy czasu można ocenić, iż wybory te zasygnalizowały początek końca pierwszego okresu działalności KPA.

### 1960–1980
W drugim okresie swej historii KPA stanął w obliczu stopniowych zmian w polityce globalnej USA, będących rezultatem kryzysu kubańskiego w 1962 roku i masowej, przedłużającej się wojny, mającej na celu obronę Wietnamu Południowego (sojusznika w Azji Południowo-Wschodniej) przed zajęciem go przez komunistów. Wydarzenia te przekierowały amerykańskie priorytety, umieszczając je z dala od Europy Wschodniej. Dodatkowo, polityka odprężenia prezydenta Nixona wobec Moskwy na początku lat siedemdziesiątych niejako umożliwiła wysiłki polskiego reżimu pod wodzą następcy Gomułki, Edwarda Gierka (u władzy w latach 1970–1980), aby nawiązać stosunki czysto gospodarcze z USA i Amerykanami polskiego pochodzenia. Drugi prezes KPA, Alojzy Mazewski, mecenas obracający się w kręgach republikańskich, zdecydowanie się tym wysiłkom sprzeciwił. W rezultacie KPA skrytykowany został za swój „przestarzały” antykomunizm.
Po latach lobbingu, w 1975 roku KPA odniósł sukces w kwestii uznania przez Stany Zjednoczone powojennej granicy Polski z Niemcami. Było to częścią Aktu Końcowego Konferencji Bezpieczeństwa i Współpracy w Europie – umowy międzynarodowej, podpisanej przez 35 szefów państw, w tym prezydenta USA Geralda Forda. Dokument te zawierał zapis o integralności terytorialnej państw-sygnatariuszy i nienaruszalności granic, w tym zachodniej granicy Polski. Akt Końcowy Konferencji Bezpieczeństwa i Współpracy w Europie zawierał też zasadę poszanowania praw człowieka oraz wolności politycznej i religijnej, m.in. w państwach komunistycznej Europy. Wpływ tego typu polityki miał być ogromny – zmuszała ona komunistów do przyznania większych praw dysydentom, a przede wszystkim członkom znaczącej opozycji politycznej w Polsce.
Zmieniała się też wewnętrzna sytuacja ekonomiczna w Polsce, ale na gorsze. Gospodarka, po krótkiej poprawie w roku 1970, gwałtownie się pogorszyła, po części z powodu niekompetencji reżimu Gierka. Niedobory żywności oraz wzrost cen towarów spowodował rosnące niezadowolenie społeczne. W październiku 1978 roku przyszło dodatkowo zaskakujące i historyczne wydarzenie – wybór arcybiskupa Krakowa, kardynała Karola Wojtyły, na głowę Kościoła katolickiego w Rzymie. Jego pierwsza wizyta w Polsce jako papieża Jana Pawła II, w czerwcu 1979 roku, miała ogromny wpływ na Polaków. Przemawiając do ogromnych tłumów, za każdym razem podkreślał on wsparcie Kościoła dla praw obywateli i ich dziedzictwa narodowego.

### 1980–1999

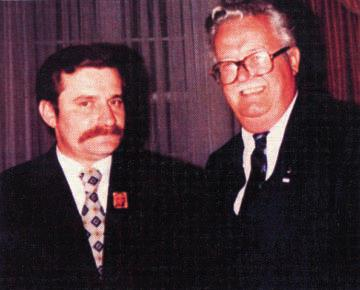
Przywódca Solidarności Lech Wałęsa i prezes KPA Alojzy Mazewski. Warszawa, 1981 r.

Latem 1980 roku, pogłębiający się kryzys w Polsce doprowadził do powstania Niezależnego Samorządnego Związku Zawodowego „Solidarność”, którego zasady były w zgodzie z nauczaniem Jana Pawła II. KPA, w ścisłej współpracy z prowadzonym przez emigrantów Północno-Amerykańskim Studium Spraw Polskich (North American Center for Polish Affairs) na Uniwersytecie w Michigan, pilnie obserwował wydarzenia w Polsce i na bieżąco informował o nich rząd USA. Sukces ówczesnego prezesa KPA Alojzego Mazewskiego w budowaniu dobrych relacji z kolejnymi prezydentami amerykańskimi, a także jego kontakty z doradcą prezydenta Jimmy’ego Cartera ds. bezpieczeństwa narodowego USA, Zbigniewem Brzezińskim, przyczyniły się do wzrostu znaczenia KPA i jego pozycji na amerykańskiej scenie politycznej.
Krótko po ustanowieniu stanu wojennego w Polsce i zdelegalizowaniu Solidarności w grudniu 1981 roku, Mazewski spotkał się w Białym Domu z prezydentem Ronaldem Reaganem. KPA zdecydowanie stanął za potępieniem przez Reagana stanu wojennego wprowadzonego przez następcę Gierka, generała Wojciecha Jaruzelskiego. Kongres był również aktywny w ramach pomocy humanitarnej – we współpracy z przywódcami polskiego Kościoła, poprzez organizacje i fundacje charytatywne do roku 1990 wysłał do Polski żywność i środki medyczne dla najbardziej potrzebujących na sumę 160 mln dolarów. Liczba ta jest porównywalna do wartości towarów wysłanych przez KPA dla polskich uchodźców, jeńców wojennych i personelu sił zbrojnych w czasie i po II wojnie światowej.
Dzięki odwadze Polaków, wspieranych przez Kongres Polonii Amerykańskiej, amerykański ruch związkowy i administrację prezydenta Reagana, reżimowi Jaruzelskiego nie udało się zniszczyć Solidarności. Pod koniec dekady lat osiemdziesiątych pogłębiający się nadal kryzys gospodarczy w Polsce doprowadził do nowych demonstracji robotniczych, które stwarzały realne zagrożenie dla przetrwania reżimu. Pod wpływem radzieckiego prezydenta i reformatora Michaiła Gorbaczowa (1985–1991), w styczniu 1989 roku generał Jaruzelski zdecydował się na rozpoczęcie nowego dialogu z Solidarnością. Historyczne obrady „okrągłego stołu” doprowadziły do przywrócenia Solidarności pełnego statusu prawnego i zorganizowania wyborów parlamentarnych w czerwcu tego samego roku. To de facto referendum społeczne w sprawie systemu przyniosło całkowite zwycięstwo Solidarności i odrzucenie przez Polaków reżimu komunistycznego. Efektem tego było wyłonienie we wrześniu rządu kierowanego przez Solidarność, narodziny demokratycznej III Rzeczypospolitej Polskiej i rozwiązanie niegdyś wszechmocnej Polskiej Zjednoczonej Partii Robotniczej w styczniu 1990 roku. Polska bezkrwawa rewolucja doprowadziła też do upadku innych rządów komunistycznych w Europie Wschodniej, rozpadu Związku Radzieckiego w 1991 roku i końca zimnej wojny.
Kongres Polonii Amerykańskiej od samego początku popierał działalność Solidarności i współpracował z administracją Reagana przy programie „Narodowy Dar dla Demokracji” (National Endowment for Democracy), którego celem było m.in. wspieranie polskiej opozycji podziemnej. Już w październiku 1989 roku, nowy prezes Kongresu, Edward Moskal, udał się z wizytą do Polski, by jako szef delegacji KPA spotkać się z liderami nowego rządu solidarnościowego. Zapewnił wówczas Polaków o pełnym poparciu Polonii dla celów ich nowego przywództwa.
KPA poparł ustawę Wspierania Demokracji Europy Wschodniej (SEED), zapewniającą Polsce 800 mln dolarów pomocy, która obejmowała utworzenie Polonijnego Funduszu dla Przedsiębiorstw (Polish American Enterprise Fund) w wysokości 240 mln dolarów, mającego wesprzeć restrukturyzację polskiej gospodarki w zgodzie z zasadami wolnego rynku. W 1991 roku Moskal spotkał się z prezydentem George’em H.W. Bushem i uzyskał jego poparcie dla pełnego międzynarodowego uznania granic Polski z nowo zjednoczonym państwem niemieckim. Od 1993 roku KPA prowadził lobbing o przyjęcie Polski do Organizacji Paktu Północnoatlantyckiego (NATO), postrzegając to członkostwo jako istotne dla bezpieczeństwa narodowego Polski i jednocześnie sukces w jej wysiłkach na rzecz budowania demokracji i transformacji gospodarczej. Co istotne, podczas obchodów 50. rocznicy założenia KPA w listopadzie 1994 roku w Buffalo zarówno prezydent Lech Wałęsa, jak i premier polskiego rządu Waldemar Pawlak podziękowali członkom Kongresu za ich nieustanne zaangażowanie w Polsce.
W roku 1998, po czterech latach starań, Senat Stanów Zjednoczonych przegłosował stosunkiem 80:19 zmianę traktatu NATO tak, by umożliwić przyjęcie Polski, Czech i Węgier do sojuszu: „za” opowiedziało się 21 z 24 senatorów pochodzących z dwunastu stanów zamieszkanych przez największą liczbę Amerykanów polskiego pochodzenia. W roku 1999 cel ten został osiągnięty – NATO powiększyło się z 16 do 19 państw. Wejście Polski do Paktu Północnoatlantyckiego stanowi jedno z największych osiągnięć KPA. To również sygnał, że Kongres zakończył swą misję wspierania uzyskania pełnej wolności przez Polskę i jej integracji z transatlantycką społecznością demokratycznych narodów.

### Od 1999 r.
Po roku 1999 KPA stanął przed potrzebą przedefiniowania swej historycznej misji. Niestety, prezes Moskal nie poprowadził Kongresu w kierunku realizacji tego zadania. W zamian, zabierał głos w debatach, w których decyzje należały tylko do Polaków i wybranych przez nich przywódców. (Na przykład był przeciwny wejściu Polski do Unii Europejskiej, co postawiło go w sprzeczności z poglądami papieża Jana Pawła II, byłego prezydenta Wałęsy i większości Polaków, którzy w 2003 roku opowiedzieli się w referendum za przynależnością do UE). Po śmierci Moskala w 2005 roku, zadanie zmiany misji i jej wdrożenia spoczęło w rękach jego następcy, Franka J. Spuli.
Ważnym działaniem KPA w tym czasie była praca dyrektora wykonawczego KPA Leszka Kuczyńskiego (1947–2008) na rzecz uzyskania odszkodowań dla setek tysięcy osób zmuszanych do niewolniczej pracy przez nazistowskie Niemcy podczas II wojny światowej. Wynegocjowano wówczas sumę 1,6 mld dolarów, jaką miały zapłacić niemieckie przedsiębiorstwa, które korzystały z przymusowej pracy tych ludzi. Doprowadzono tym samym do zadośćuczynienia ponad miliona ofiar, w tym 500 tysięcy Polaków. Ponad 52 mln dolarów przyznano Polakom mieszkającym w Stanach Zjednoczonych i Kanadzie. W uznaniu jego zasług, w 2002 roku Kuczyński został wybrany na przewodniczącego Rady Koordynacyjnej Polonii Świata (Coordinating Council of World Polonia), której KPA był jednym z założycieli w 1978 roku (Rada miała działać na rzecz wolnej Polski).

## Sprawy amerykańskie
Oprócz działalności na rzecz Polski, równolegle KPA zajmował się interesami i problemami Amerykanów polskiego pochodzenia. Od końca 1960 roku celem było opracowanie szerokiego programu dotyczącego spraw amerykańskich, który obejmował m.in. udział Amerykanów o polskich korzeniach w instytucjach rządowych na szczeblu federalnym, stanowym i lokalnym, walkę ze zniesławianiem Polonii i Polski w mediach oraz budowę koalicji z innymi grupami etnicznymi dla osiągnięcia wspólnych celów. W efekcie uzyskano decyzję rządu USA, aby do prowadzonego co 10 lat spisu ludności dodać pytania na temat pochodzenia oraz przodków osób ankietowanych i dzięki temu uzyskać pełniejszy obraz różnorodności kulturowej i etnicznej mieszkańców Ameryki. Badania takie zostały przeprowadzone w latach 1980, 1990 i 2000 (w kolejnym spisie – już w nieco zmodyfikowanej formie).
W późnych latach siedemdziesiątych KPA wniósł do Sądu Najwyższego USA, na zasadzie amicus curiae, sprzeciw wobec akcji afirmatywnej rządu federalnego, którą postrzegał jako „odwrotną dyskryminację”, szkodliwą dla wykwalifikowanych Amerykanów polskiego pochodzenia, szukających dla siebie możliwości w zakresie szkolnictwa wyższego i lepszych miejsc pracy.
W 1984 roku KPA zainicjował coroczne obchody Miesiąca Dziedzictwa Polskiego w skali krajowej, chcąc w ten sposób poszerzyć wiedzę społeczeństwa amerykańskiego na temat wkładu Polaków do jego kultury, nauki i życia publicznego. W 1985 roku prezes Mazewski uzyskał zgodę dla tysięcy polskich uchodźców, którzy znaleźli się w Ameryce po represjach wobec Solidarności, by mogli pozostać na stałe w Stanach Zjednoczonych. W latach osiemdziesiątych i dziewięćdziesiątych KPA zebrał ponad 150 tys. dolarów z przeznaczeniem na renowację Statui Wolności w Nowym Jorku i prawie 600 tys. dolarów na budowę Muzeum Imigracji na Ellis Island (Ellis Island Immigration Museum). W latach późniejszych zbierał też fundusze na stworzenie Centrum Kulturalnego Jana Pawła II w Waszyngtonie.

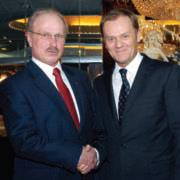
Prezes KPA Frank Spula w trakcie spotkania z premierem RP Donaldem Tuskiem, Nowy Jork 2008

Obecnie sprawy amerykańskie, choć pozostają w cieniu pracy KPA na rzecz Polski, obejmują rozpowszechnianie wiedzy o polskim dziedzictwie i nauczanie języka polskiego w Stanach Zjednoczonych, walkę ze zniesławianiem Polski i Polaków oraz dbałość o zachowanie zabytkowych kościołów i pomników wzniesionych przez Polonię amerykańską, dziś stojącą w obliczu zmian urbanistycznych i społecznych. Działalność ta ma miejsce w środowisku, w którym 10-milionowa populacja Amerykanów polskiego pochodzenia staje się coraz mniej jednorodna, mniej spoista i coraz bardziej rozproszona. Wyzwania stojące przed KPA w realizacji jego „programu amerykańskiego” są w związku z tym coraz trudniejsze.
W minionych latach KPA realizował swe założenia w sprawach amerykańskich dzięki pracy swych kolejnych przedstawicieli w Waszyngtonie, Myry Lenard (1924–2000) i jej męża Kazimierza (1918–2007). Ich prawdopodobnie najtrwalszym osiągnięciem było stworzenie, wraz z osiemnastoma innymi wschodnioeuropejskimi organizacjami etnicznymi, Koalicji Europy Środkowo-Wschodniej (Central and East European Coalition). Grupa ta prowadziła prace w istotnych kwestiach polityki imigracyjnej. Na przestrzeni lat KPA zyskał w Waszyngtonie znaczących sojuszników w tych działaniach. Należeli do nich m.in.: kongresmen z Illinois Roman Puciński (1918–2002), kongresmen (później senator) Barbara Mikulski z Maryland i kongresmen Marcy Kaptur z Ohio. Było też wielu innych.

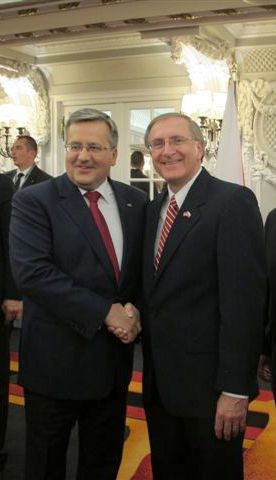
Prezes wydziału stanowego KPA Wisconsin dr Mark Pienkos z prezydentem RP Bronisławem Komorowskim, Chicago 2012

Jedna z bardziej godnych odnotowania i znaczących spraw amerykańskich polegała na wypracowaniu bardziej konstruktywnych stosunków między Amerykanami pochodzenia polskiego i żydowskiego. Dialog pomiędzy KPA i Ligą Przeciwko Zniesławieniu B’nai B’rith (Anti-Defamation League of the B’nai B’rith) został zainicjowany pod koniec 1968 roku, po czym reaktywowany pod koniec lat siedemdziesiątych przez ks. Leonarda Chrobota i Harolda Galesa w Detroit. Ich wspólne wysiłki doprowadziły do powstania Polsko-Żydowskiej Rady Narodowej (National Polish American/Jewish American Council). Początkowo sponsorowana przez KPA i American Jewish Committee (po 1998 roku już tylko przez AJC), Rada ta została rozwiązana w 2007 roku. W dalszym ciągu jednak wiele jeszcze zostało do zrobienia po obu stronach na rzecz bardziej wnikliwego kształcenia Amerykanów żydowskiego i polskiego pochodzenia w zakresie ich wspólnej historii w Polsce i wzajemnego postrzegania w Ameryce. Odnowienie po raz kolejny dialogu może doprowadzić w końcu do przezwyciężenia ignorancji, bólu i wzajemnej urazy.
Quo vadis, KPA?
Kongres Polonii Amerykańskiej powstał w czasie II wojny światowej, przede wszystkim z myślą o walce na rzecz wolności i niepodległości dla powojennej Polski. Prace nad tym trwały dziesiątki lat, a cel został osiągnięty na przestrzeni lat 1989–1999. I kiedy to najważniejsze zadanie zostało wykonane, KPA musiał wyznaczyć sobie nowy cel na przyszłość. Do jego zdefiniowania i zatwierdzenia doszło w końcu w październiku 2011 roku. KPA powinien skoncentrować się teraz i położyć głównie nacisk w swych działaniach na sprawy amerykańskie. Jednocześnie musi też znaleźć sposoby i środki, aby ponownie stać się skuteczną siłą na rzecz wspierania narodowych interesów USA i demokratycznej Polski, unikając przy tym pułapek uwikłania się w bardzo podzieloną politykę wewnętrzną Polski.
Testem dla Kongresu Polonii Amerykańskiej jest realizacja jego nowego programu. Jeśli mu się to uda, Kongres ma przed sobą przyszłość. W przeciwnym razie może podzielić los Wydziału Narodowego i Kongresu Wychodźstwa Polskiego z czasów I wojny światowej. Obie te organizacje zostały rozwiązane we wczesnych latach dwudziestych po tym, jak niepodległość Polski została odzyskana.

## Zasłużeni działacze
Działacze, którzy na przestrzeni lat w sposób szczególny odznaczyli się w pracach Kongresu Polonii Amerykańskiej, to: Franciszek Dziób, Karol Piątkiewicz i Karol Burke (w okresie prezesury Rozmarka); Kazimierz Łukomski, Jan Krawiec, Jan Nowak-Jeziorański, Eugene Rosypal i Myra Lenard (kadencja Mazewskiego); Myra i Kazimierz Lenard oraz Leszek Kuczyński (kadencja Moskala), płk dr Teofil Starzyński (wiceprezes KPA 1944–1947), Les Kuczyński.

## Prezesi Kongresu Polonii Amerykańskiej
- Karol Rozmarek (1944-1968)
- Alojzy Mazewski (1968-1988)
- Edward Moskal (1988-2005)
- Frank J. Spula (od 2005)[1]